# 司田カズヒロ
司田 カズヒロ（しだ かずひろ）は、日本のイラストレーター、ゲームの原画家。FAVORITE所属。

## 経歴・人物
小さい頃から絵を描くのが好きで、特にスーパーカーやモビルスーツなどのメカを描いていた。高校時代に『うる星やつら』『超時空要塞マクロス』のアニメを見て絵を動かすことに興味を持ち、アニメーターを志して専門学校へ進学する。卒業後にアニメ制作会社へ就職したものの描くのが遅かったため食べていけず、絵から離れてアルバイト生活を経た後、友人の紹介でゲーム制作会社のグラフィッカーとなる。その後再就職した別会社で18禁ゲームの仕事をする中で水間ホシひとと出会い、氷山あずきと3人で新ブランド・FAVORITEを立ち上げる。
原画デビュー作は、FAVORITEのブランドデビュー作でもある『Angel Wish 〜放課後の召使いにチュッ!〜』。これから会社を作るという段階で水間から企画書を見せられ「とりあえず5キャラ描いて」と頼まれたという。初めて原画を担当して試行錯誤したため、自身で一番印象に残る作品として挙げている。
自身の原画で好きなキャラクターは『星空のメモリア -Wish upon a shooting star-』の千波とメアで、小さくて元気、おバカな面もあるイノセントなキャラが好きだという。
人目が気になってしまうため作画作業は自宅で行っており、ほとんど会社へ行かないため社内の自分の机が無くなってしまった。『星空のメモリア』の頃からフルデジタルの作画へ移行した。2011年現在の制作環境は、液晶タブレット「Cintiq 12WX」（ワコム）、SAI、Photoshop。

## 主な作品

### ゲーム
- Angel Wish 〜放課後の召使いにチュッ!〜（原画、デビュー作）[2]
- ウィズ アニバーサリィー（キャラクターデザイン・原画）[5]
- はっぴぃ☆マーガレット!（男性キャラ原画）[1]
- 星空のメモリア -Wish upon a shooting star-（キャラクターデザイン・原画）[6]
- 星空のメモリア Eternal Heart（キャラクターデザイン・原画）[7]
- いろとりどりのセカイ（キャラクターデザイン・原画）[8]
- いろとりどりのヒカリ（キャラクターデザイン・原画）[9]
- アストラエアの白き永遠（キャラクターデザイン・原画）[10][11]
- 紅い瞳に映るセカイ（キャラクターデザイン・原画）
- アストラエアの白き永遠 Finale -白き星の夢-（キャラクターデザイン・原画）
- さくら、もゆ。 -as the Night's, Reincarnation-（原画）
- ハッピーライヴ ショウアップ（ゲスト原画）
- ハッピーライヴ ショウアップ! アンコール!!（ゲスト原画）[12]

## 画集
司田カズヒロアートワークス 星空のメモリア with Eternal Heart
2011年1月28日発売 / 発行：コアマガジン / 協力：FAVORITE / ISBN 978-4-86252-965-7